# Cercosaura eigenmanni
Cercosaura eigenmanni är en ödleart som beskrevs av  Griffin 1917. Cercosaura eigenmanni ingår i släktet Cercosaura och familjen Gymnophthalmidae. Inga underarter finns listade i Catalogue of Life.